# Hyophila rosea
Hyophila rosea là một loài Rêu trong họ Pottiaceae. Loài này được R.S. Williams mô tả khoa học đầu tiên năm 1914.